# Wstęgówka karmazynka
Wstęgówka karmazynka (Catocala sponsa) – gatunek motyla z rodziny mrocznicowatych i podrodziny Erebinae.

## Występowanie
Znany z zachodniej części palearktyki. W Polsce spotykany w całym kraju od końca lipca do końca września.

## Morfologia i ekologia
Przednia para skrzydeł o rozpiętości od 62 do 72 mm. Zabarwienie tła przednich skrzydeł zmienne, od oliwkowobrunatnego do czarnobrunatnego. Tylne skrzydła u nasady karminowoczerwone, w części zewnętrznej występuje czarne pole oraz biegnąca do niego równolegle przepaska dochodząca prawie do tylnej krawędzi skrzydła.
Gąsienice rozwijają się na dębach, rzadko na topoli osice, kasztanie jadalnym oraz olszach.

## Filatelistyka
Poczta Polska wyemitowała 16 listopada 1991 r. znaczek pocztowy przedstawiający wstęgówkę karmazynkę o nominale 1000 zł, w serii Motyle z kolekcji Instytutu Zoologii PAN w Warszawie. Autorem projektu znaczka był Ovidiu Oprescu. Znaczek pozostawał w obiegu do 15 stycznia 1994 r..